# TX Group
Die TX Group AG (vormals Tamedia AG) ist eine private Mediengruppe in der Schweiz. Der Konzern wies im Geschäftsjahr 2021 rund 3600 Vollzeitstellenäquivalente aus und hat Mitarbeiter u. a. in der Schweiz, Dänemark, Luxemburg und Deutschland. Die Gründerfamilie Coninx hält bis heute die Mehrheit am seit 2000 an der Schweizer Börse SIX kotierten Unternehmen. Nennenswerte Mitbewerber auf dem Platz Zürich sind die NZZ-Gruppe, Ringier und CH Media.

## Geschichte

### Gründung und frühes Wachstum
Das Unternehmen geht auf die Gründung des Tages-Anzeigers in Zürich durch den deutschen Zeitungsverleger Wilhelm Girardet und den früheren NZZ-Redaktor Fritz Walz am 2. März 1893 zurück. 1905 heiratete der Redaktor Otto Coninx die Verlegertochter Berta Girardet. Später übernahm Coninx schrittweise die Mehrheit an der Girardet, Walz & Co., die 1912 in eine Aktiengesellschaft umgewandelt und 1933 in «Tages-Anzeiger für Stadt und Kanton Zürich AG» umbenannt wurde. Die daraus hervorgegangene Mediengruppe Tamedia befindet sich (Stand 2017) mehrheitlich im Besitz der Nachkommen Girardets.
Während sich der Tages-Anzeiger zur grössten Tageszeitung der Schweiz entwickelte, gründete das Unternehmen neue Tochtergesellschaften und übernahm weitere Medien. 1933 erwarb die «Tages-Anzeiger für Stadt und Kanton Zürich AG» die Zeitschrift Schäubli’s illustrierte Zeitung für die Schweizer Familie und gründete die Schweizer Familie AG. 1970 wurde die bisherige Wochenbeilage TA7 durch das Tages-Anzeiger Magazin abgelöst, eine vierfarbige Zeitschrift, die der Zeitung jeweils am Samstag beiliegt. 1981 übernahm die Tages-Anzeiger AG die Verlagsrechte der Frauenzeitschrift Annabelle von der Jean Frey AG (per 1. Oktober 2019 verkaufte Tamedia Annabelle an den Aargauer Zeitschriftenverlag Medienart), 1982 erwarb das Unternehmen 70 % des Tagblatts der Stadt Zürich, das auf die 1730 erstmals publizierten Donnstags-Nachrichten von Zürich zurückgeht und damit zu den ältesten Zeitungen Europas gehört. 1987 erschien die erste Ausgabe der SonntagsZeitung, an der auch die Berner Zeitung AG mit 15 % beteiligt war. Zwischen 1995 und 2007 verlegte Tamedia zudem das Nachrichtenmagazin Facts (wöchentlich). Nicht erfolgreich war auch das nationale Fernsehprogramm TV3, an dem Tamedia zu 50 % beteiligt war und das 2001 nach zwei Jahren wieder eingestellt wurde.

### Börsengang und Namenswechsel (Tamedia)
1993 wurde die «Tages-Anzeiger für Stadt und Kanton Zürich AG» in «TA-Media AG» und im Jahr 2000 in «Tamedia AG» umbenannt. Kurz darauf, am 2. Oktober, ging die Tamedia AG an die Börse.
Im Jahr 2004 kündigte Tamedia ihre Beteiligung am Immobilienportal homegate.ch an. Ein Jahr später liess die Wettbewerbskommission (WEKO) die Übernahme zu. Der Tamedia AG gehört nun 90 % der Immobilien-Plattform, während die Zürcher Kantonalbank noch 10 % hält. Im gleichen Jahr wurden Teile der Informatik an Swisscom IT Services ausgelagert.
Zusammen mit der Editpress Luxembourg wird die Gratiszeitung L’Essentiel durch das 2007 gegründete Joint Venture «Edita SA» produziert. Im Mai 2007 gab Tamedia den Zusammenschluss mit der Berner Espace Media Groupe bekannt. In einem ersten Schritt übernahm Tamedia 80 % des Aktienkapitals vom Ehepaar Franziska und Erwin Reinhard Scherz, den früheren Mehrheitseignern von Papyrus Schweiz, sowie von Charles von Graffenried, Besitzer der von Graffenried Holding. Im Zuge eines Rückkaufsangebotes erwarb Tamedia anschliessend bis Mai 2008 weitere 19 % des Aktienkapitals und zahlte die verbleibenden Aktionäre aus.
2007 lancierte Tamedia gemeinsam mit der Basler Zeitung Medien die Pendlerzeitung News. Nachdem die «Basler Zeitung Medien» sich im Sommer 2009 aus dem Projekt zurückgezogen hatten, stellte Tamedia News am 4. Dezember 2009 wieder ein.
Im Jahr 2008 gab das Unternehmen die Übernahme von 75 % der Räber Information Management GmbH, die auch das Verzeichnis- und Serviceportal search.ch betreibt, bekannt. Die Übernahme der GmbH von der schweizerischen Post erfolgte ein Jahr später. 2011 integrierte search.ch neu die tagesaktuellen Adressen, Telefonnummern und Zusatzinformationen aus den Telefonbuchdaten der Swisscom Directories. Mitte 2015 schloss sich search.ch mit local.ch zusammen. Local.ch wurde zwischen der Tamedia AG und der Swisscom AG aufgeteilt: Die beiden Mutterunternehmen gründeten die Tochtergesellschaft Swisscom Directories AG, in die search.ch und local.ch integriert wurden (Marktauftritt unter Localsearch). Tamedia besitzt 31 % der Tochter und Swisscom die restlichen 69 %. Im ersten Quartal 2019 übernahm Swisscom den Anteil von Tamedia.
Am 3. März 2009 kündigten Tamedia und Edipresse an, ihre Geschäftstätigkeit auf dem Schweizer Markt zusammenzulegen. Hierzu erwarb Tamedia zunächst 49,9 % des Aktienkapitals der Presse Publications SR SA (einer Tochtergesellschaft der Edipresse, in der die Schweizer Medienaktivitäten gebündelt waren). 2011 baute Tamedia diese Beteiligung auf 51,1 % aus. Für die ersten beiden Beteiligungsschritte zahlte Tamedia 226 Mio. Schweizer Franken. Die Fusion wurde im September 2009 von der eidgenössischen Wettbewerbskommission (WEKO) genehmigt. Am 8. April 2011 gaben Tamedia und Edipresse bekannt, die vollständige Übernahme der Presse Publications SR SA durch Tamedia werde bereits 2011 statt erst 2013 erfolgen.
Am 15. April 2010 kündigte das Verlagshaus an, die Thurgauer Zeitung an die Freie Presse Holding (Neue Zürcher Zeitung) zu veräussern und im Gegenzug deren Beteiligungen an der Zürichsee-Zeitung, am Zürcher Oberländer und am Zürcher Unterländer zu übernehmen.
2011 teilte das Unternehmen mit, dass sie die beiden Regionalsender TeleZüri und TeleBärn an die AZ Medien verkauft hatte. Im gleichen Jahr wurde Radio 24 an die Radio Medien AG, die im Besitz der BT Holding des Aargauer Verlegers Peter Wanner (AZ Medien) ist, verkauft.
Seit 1. Juli 2013 hält das Unternehmen 75 % am zweitgrössten Ticketvermarkter der Schweiz Starticket. Es bestand eine Option, dass Tamedia bis 2018 von Peter Hürlimann und dem Managementteam weitere Aktien übernimmt. Eine Fusion mit Ticketcorner wurde von der Wettbewerbskommission untersagt. Am 9. Januar 2020 wurde bekannt, dass Starticket von See Tickets, einem Unternehmen von Vivendi Village, übernommen wird.

Bis 2016 verwendetes Logo der Tamedia AG

Am 10. Februar 2015 bekundete Tamedia die Absicht zur Übernahme der Internetauktionshaus-Gruppe ricardo (ricardo.ch AG) vom südafrikanischen Medienkonzern Naspers zu einem Preis von 240 Mio. Schweizer Franken. Am 28. August 2015 genehmigte die WEKO die Übernahme.
Seit dem 1. Januar 2018 erstellen noch je eine deutsch- und eine französischsprachige Tamedia-Redaktion den internationalen/nationalen Mantel (Inland, Ausland, Wirtschaft, Kultur und Sport) für die 12 bezahlten Tages- und zwei Sonntagszeitungen. Das Recherchedesk führen die beiden Redaktionen gemeinsam. Die einzelnen Zeitungstitel behalten ihre Redaktionen und Chefredaktoren. Chef der deutschsprachigen Mantelredaktion, die rund 180 Mitarbeiter umfasst, ist der vorherige Chefredaktor von Tages-Anzeiger/SonntagsZeitung Arthur Rutishauser (er bleibt zudem Chefredaktor der SonntagsZeitung), sein Stellvertreter mit Sitz in Bern ist Adrian Zurbriggen. Chefin der französischsprachigen Mantelzeitung mit knapp 60 Mitarbeitern ist Ariane Dayer (sie bleibt zudem Chefredaktorin von Le Matin Dimanche). Chefredaktorin des Tages-Anzeigers war bis Juni 2020 Judith Wittwer, seit 1. Juli 2020 sind Priska Amstutz und Mario Stäuble Co-Chefredaktoren. In den Kompetenzzentren in Bern, Basel, Lausanne, Genf, Winterthur und Zürich sind die «Editorial Services» (Layout, Textproduktion, Bildredaktion, Fotografie, Repro Infografik, Korrektorat und weitere unterstützende Prozesse) zusammengefasst. Leiterin des gesamten Kompetenzzentrums ist Vivane Joyce-Laissue. Die Gratiszeitung 20 Minuten und die bereits 2017 zusammengelegte Redaktion von Le Matin und 20 minutes beziehen lediglich den Sport von den Tamedia-Redaktionen. Die Reorganisation, zu welcher der starke Rückgang der Werbeumsätze geführt hat, sollte laut Tamedia zu keinen Entlassungen führen.
Am 18. April 2018 gab Tamedia bekannt, die Basler Zeitung zu übernehmen. Der Verkauf des Blattes war erwartet worden, nachdem Chefredaktor Markus Somm ihn gegenüber der eigenen Redaktion angekündigt hatte. Im Gegenzug gab Tamedia der Zeitungshaus AG von Christoph Blocher ihre Anteile am Tagblatt der Stadt Zürich (65 %) und an den Wochenzeitungen Lausanne Cités und GHI (Genève Home Informations, je 100 %) sowie am Furttaler Anzeiger und am Rümlanger Anzeiger (je 50 %) ab. Am 11. Oktober 2018 genehmigte die Wettbewerbskommission die Übernahme.

### Reorganisation und jüngere Entwicklungen (TX Group)
Im Zuge der Umstrukturierung zur Holding wurde die «Tamedia AG» per 1. Januar 2020 in «TX Group AG» umbenannt. Die Holding ist aufgeteilt in die Subunternehmen Tamedia (Bezahlmedien), 20 Minuten (Gratismedien), Goldbach (Medienbuchung/Agentur) und TX Markets (digitale Marktplätze/Inserate).
Infolge der COVID-19-Pandemie reichte die TX Group am 20. März 2020 ein Gesuch um Kurzarbeit ein. Ende November 2020 wurde die TX Group neben mehreren Internet-Providern und anderen Unternehmen das Ziel von Cyberattacken. Der Angriff verursachte vereinzelte Störungen. Auf den 1. Juni 2021 ist der operative Start des Zürcher Zeitungsverbunds geplant. Die Lokalredaktionen von Bund und Berner Zeitung werden auf Oktober 2021 zusammengeschlossen. Durch die Fusion der Lokalredaktionen werden insgesamt 20 Vollzeitstellen gestrichen, dies ist fast ein Drittel der Stellen der Lokalredaktionen.
Im März 2021 wandten sich 78 Journalistinnen des Schweizer Medienhauses mit einem Brief zu Sexismus-Vorwürfen an Geschäftsleitung und Chefredaktion. Sie kritisierten den Umgang mit Frauen scharf.
Im Jahr 2021 gründete die TX Group zusammen mit Ringier das Joint Venture OneLog. Die OneLog AG soll das Single Sign-on der Schweizer Digital-Allianz entwickeln und betreiben. Neben der TX Group und Ringier sind auch CH Media, NZZ und SRG Teil dieser Allianz.
Im September 2024 organisierte die Gruppe die Redaktionen neu; sowohl die Teams der «SonntagsZeitung» als auch der Zürcher Regionalzeitungen («Landbote», «Zürichsee-Zeitung», «Zürcher Unterländer») wurden in die Redaktion Zürich integriert wie auch die Berner Oberländer Titel («Thuner Tagblatt», «Berner Oberländer»), die von BZ-Chefredaktor Wolf Röcken geleitet wurden. Die BZ-Lokalausgabe «Langenthaler Tagblatt» solle 2025 mit der Ausgabe Emmental der «Berner Zeitung» zusammengelegt werden. Der «Züritipp» werde per Ende 2024 eingestellt, Teile dessen Inhalts sollen im «Tages-Anzeiger» erscheinen. Im Welschland betreue künftig eine Redaktion die «Tribune de Genève» als auch «24 heures» und «Le Matin Dimanche».

## Unternehmen

### Unternehmensleitung
Die TX Group wird von einem vierköpfigen Gremium geleitet. Pietro Supino ist seit 2007 Präsident und Verleger. Die weiteren Mitglieder der Geschäftsführung sind Tanja zu Waldeck, Chief Operating Officer, Daniel Mönch, Chief Portfolio Officer und Wolf-Gerrit Benkendorff, Group Chief Financial Officer. Der Verwaltungsrat der Gruppe besteht aus sieben Personen, darunter Martin Kall, Stephanie Caspar und Pascale Bruderer.

### Unternehmenseinheiten und Beteiligungen

#### Tamedia

Logo der Tamedia Publikationen Deutschschweiz AG

Als Unternehmenseinheit der TX Group ist Tamedia für die Bezahlmedien und Verlagsdienstleistungen zuständig. Wichtigste Publikation ist der Tages-Anzeiger, eine Tageszeitung für den Grossraum Zürich mit nationaler Ausstrahlung.
Das Medienhaus verlegt beispielsweise als Zeitungen:
Tamedia Publikationen Deutschschweiz AG:
Tages-Anzeiger (Tageszeitung)
SonntagsZeitung (Sonntagszeitung)
Tamedia Espace AG:
Der Bund (Tageszeitung)
Berner Zeitung (Tageszeitung)
Schär Holding AG:
Berner Oberland Medien AG (BOM):
Berner Oberländer (Tageszeitung)
Thuner Tagblatt (Tageszeitung)
Tamedia Basler Zeitung AG:
Basler Zeitung (Tageszeitung)
Tamedia ZRZ AG:
Der Landbote (Tageszeitung)
Zürcher Unterländer (Tageszeitung)
Zürichsee-Zeitung (Tageszeitung)
Tamedia Publications Romandes SA:
Le Matin Dimanche (Sonntagszeitung)
24 heures (Tageszeitung)
Tribune de Genève (Tageszeitung)
Tamedia Finanz und Wirtschaft AG:
Finanz und Wirtschaft (Wirtschaftszeitung, zweimal wöchentlich)
Zum Verlag gehören zudem verschiedene Zeitschriften, beispielsweise Das Magazin (Supplement, wöchentlich) oder die Schweizer Familie (Familienillustrierte, wöchentlich). Beteiligungen bestehen beispielsweise an der Zürcher Oberländer (Tageszeitung). Im Dezember 2022 gab die TX Group bekannt, dass Tamedia die Berner Oberland Medien AG (BOM), mit den Titeln Thuner Tagblatt und Berner Oberländer (beides Tageszeitungen), bei Zustimmung der Wettbewerbskommission vollständig von der G. Maurer AG übernimmt. Bisher hatte Tamedia einen Anteil von 50 Prozent. Im Mai 2023 wurde die Übernahme genehmigt.
Tamedia besitzt zwei Druckereien in der Schweiz: das Druckzentrum Bern (DZB Druckzentrum Bern AG zur Tamedia Espace AG gehörend) wurde 2005 eröffnet  und das Druckzentrum Zürich 1984 (DZZ Druckzentrum Zürich AG zur Tamedia Publikationen Deutschschweiz AG gehörend), wobei letzteres das grösste und leistungsstärkste Druckzentrum der Schweiz ist. Dort werden wöchentlich rund zehn Millionen Tages-, Wochen- und Kundenzeitungen sowie Werbemittel gedruckt. Den Druck des Migros-Magazins und seit 2015 auch jenen der Neuen Zürcher Zeitung und der NZZ am Sonntag hat ebenfalls das Druckzentrum Zürich übernommen. 2019 kam die Luzerner Zeitung der NZZ-Mediengruppe sowie Blick, Blick am Abend, SonntagsBlick, Handelszeitung und Le Temps von Ringier dazu. Ab dem 1. Januar 2023 wurde mit Jürg Mosimann Tanner nur noch ein Geschäftsführer für die damaligen noch drei Druckzentren eingesetzt. Im August 2024 wurde bekannt, dass das 1989 eröffnete Druckzentrum Lausanne in Bussigny (CIL Centre d'Impression Lausanne SA zur Tamedia Publications Romandes SA gehörend) voraussichtlich Ende März 2025 geschlossen werde und die Druckerei in Zürich Ende 2026. Publizistischer Leiter für die Deutschschweizer Zeitungen ist seit November 2022 Mathias Müller von Blumencron.
Medienhaus von Shigeru Ban

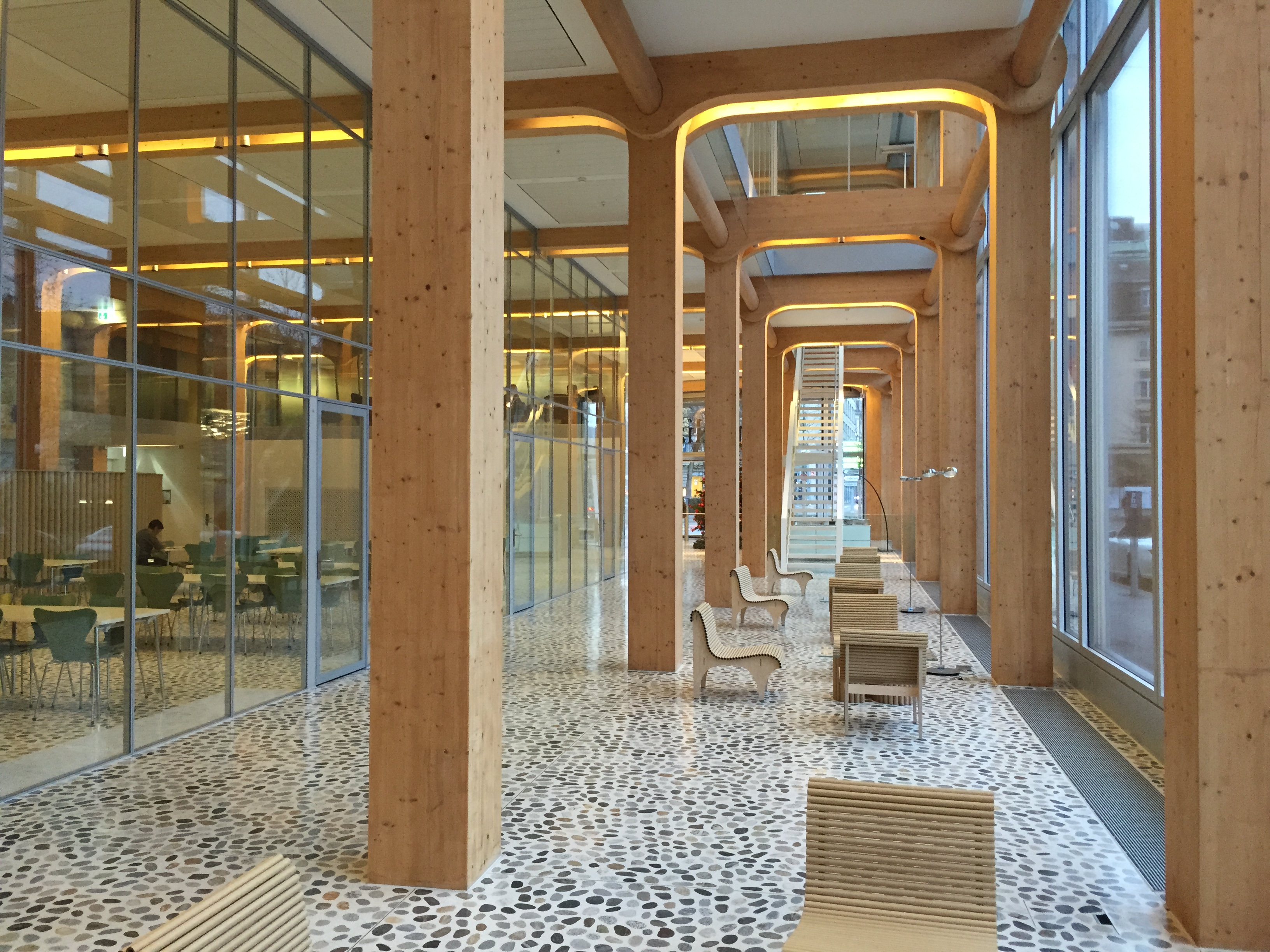
Innenansicht von dem Tamedia-Medienhaus des Architekten Shigeru Ban in Zürich

Zwischen 2011 und 2013 errichtete Tamedia am Stauffacher in Zürich ein neues Medienhaus nach einem Entwurf des japanischen Architekten Shigeru Ban. Im Gebäude sind unter anderem die Newsrooms von 20 Minuten und Tages-Anzeiger untergebracht. Die Tragestruktur des Gebäudes ist vollständig aus Fichtenholz gefertigt, auf Metallteile zur Verstärkung wurde verzichtet. Durch den Einsatz von Holz als Baustoff wurden rund 1'120 Tonnen CO2 gebunden.
Das neue Verlagsgebäude stiess aufgrund seiner aussergewöhnlichen Bauweise auch international auf Beachtung. Nichts im «überraschenden» Gebäude, das an ein «grosses, hölzernes Meccano-Set» erinnere, sei ein Statement oder unnötig, alles habe seinen Grund, schrieb etwa das Magazin Monocle. Im Jahr nach der Fertigstellung des Gebäudes wurde Shigeru Ban mit dem Pritzker-Architektur-Preis ausgezeichnet.

#### 20 Minuten
Die TX-Unternehmenseinheit 20 Minuten publiziert u. a. folgende Gratismedien:
- 20 Minuten (Pendlerzeitung an Werktagen, Deutschschweiz)
- 20 minutes (Pendlerzeitung an Werktagen, Romandie)
- lematin.ch
- Heute (österreichische Zeitung)

#### Goldbach
Am 24. August 2018 erfolgte die Übernahme der Goldbach Group AG. Die Vermarktungstätigkeiten von Tamedia und 20 Minuten wurden per 1. Januar 2020 von der Goldbach-Gruppe übernommen, welche seither als Unternehmenseinheit der TX Group geführt wird.

#### TX Markets
Geschäftsführer der TX Markets AG war Olivier Rihs. Produkte der ehemaligen Unternehmenseinheit waren beispielsweise:
- Homegate (Immobilien-Portal)
- tutti.ch (Kleinanzeigen-Website)
- Ricardo (Internetauktionshaus)
- JobCloud (Betreiber von Jobsuchmaschinen, Joint Venture mit Ringier)
- Car For You (Online-Marktplatz für Fahrzeuge, Joint Venture gemeinsam mit Axa)

Die Plattform für Handwerksauktionen renovero.ch wurde 2020 an Swisscom Directories verkauft. Ende August 2021 verkündeten TX Group und Scout24 Schweiz, ihre Online-Marktplätze in ein gemeinsames Unternehmen zusammenzuführen. Die TX Group bringt ihre TX Markets-Plattformen Ricardo, tutti.ch, Homegate und Car For You ein. Die je zur Hälfte dem Medienkonzern Ringier und dem Schweizer Versicherungskonzern Die Mobiliar gehörende Gruppe Scout24 Schweiz bringt ihre Plattformen ImmoScout24, AutoScout24, MotoScout24, FinanceScout24 und anibis.ch ein. An dem neuen Unternehmen werde die TX Group AG 31 Prozent, die Ringier AG und die Mobiliar jeweils 29,5 Prozent und der Wachstumsinvestor General Atlantic 10 Prozent der Anteile halten. Die vier Aktionäre verfügen über jeweils 25 Prozent der Stimmrechte. Mit der Zusammenlegung entstehe eines der grössten Digitalunternehmen der Schweiz, führend in den Bereichen Immobilien, Fahrzeuge, Finanzdienstleistungen und General Marketplaces. Mittelfristig werde ein Börsengang angestrebt. Das neue gemeinsame Unternehmen ging am 12. November 2021 unter dem Namen SMG Swiss Marketplace Group an den Start.

#### TX Ventures
Tamedia investierte in den letzten Jahren mit verschiedenen Unternehmensbeteiligung in die Stärkung der Aktivitäten im Digitalsegment. Mittlerweile stammen 49 % des Umsatzes des Tamedia-Konzerns aus Aktivitäten in der digitalen Welt (2019). Zu den Investments der letzten Jahre gehören:
- Im Mai 2011 beteiligt sich Tamedia mit 49 Prozent an Doodle (Online-Terminplaner).[79]
- Im August 2014 wurde eine Beteiligung der Tamedia am Finanzberatungsunternehmen MoneyPark[80] bekanntgegeben.  2022 wurden die restlichen Aktien an die Helvetia Gruppe veräussert.[81]
- 2018 investierte Tamedia in die Handelsplattform für Kryptowährungen Lykke[82] sowie Monito[83] und die 16,5-%-Beteiligung an der Neobank Neon (neon Switzerland AG).[51][84]
- 2020 folgte eine Beteiligung an der Crowdlending-Plattform LEND.[85] Daneben besteht eine 50-%-Beteiligungen am Internetfernsehen Zattoo (Zattoo International AG).[51][86]

## Veröffentlichungen
- Pietro Supino, Res Strehle: Qualität in den Medien. Handbuch, Tamedia 2017 (PDF, online).